# Stazione di Narita Aeroporto
La stazione di Narita Aeroporto (空港第２ビル駅?, Narita kūkō-eki) è una stazione ferroviaria situata nell'area della città di Narita, nella prefettura di Chiba, in Giappone, e serve il terminal 1 dell'aeroporto Internazionale Narita. La stazione è servita dalla linea Narita della JR East e dalle linee Keisei principale e linea Keisei Narita Aeroporto che terminano tutte presso questa stazione.

## Linee e servizi
East Japan Railway Company
■ Linea Narita
 Ferrovie Keisei
■ Linea Keisei principale
■ Linea Keisei Narita Aeroporto (Keisei Narita Sky Access)

## Struttura
La stazione è separata in due aree distinte, una per la linea Narita di JR e una per le ferrovie Keisei. Già al livello del mezzanino i tornelli di accesso sono separati. La linea JR dispone di due binari con una banchina a isola, mentre le linee Keisei dispongono di due banchine a isola numerate da 1 a 5 (due banchine sono separate nella lunghezza).
| Gestore | Binari | Linea                                      | Direzione | Destinazioni                                                                                         |
| ------- | ------ | ------------------------------------------ | --------- | --- |
| JR      | 1-2    | ■ Linea Narita ■Linea Sōbu Rapida          | Tokyo     | per Tokyo, Shinjuku, Shibuya e Yokohama                                                              |
| Keisei  | 4-5    | ■ Linea Keisei Narita Aeroporto (Skyliner) | Tokyo     | via linea Hokusō per Nippori, Keisei Ueno, Oshiage, linea Asakusa e linea Keikyū principale          |
| Keisei  | 2-3    | ■ Linea Keisei principale                  | Tokyo     | per Keisei Narita, Keisei Funabashi, Nippori, Ueno, Oshiage, linea Asakusa e linea Keikyū principale |
| Keisei  | 1      | ■ Linea Keisei Narita Aeroporto            | Aeroporto | via linea Hokusō per Nippori, Keisei Ueno, Oshiage, linea Asakusa e linea Keikyū principale          |

## Stazioni adiacenti
| «                              | Servizio                       | »                              |
| Linea Narita                   | Linea Narita                   | Linea Narita                   |
| Linea Keisei principale        | Linea Keisei principale        | Linea Keisei principale        |
| Linea Keisei Narita Sky Access | Linea Keisei Narita Sky Access | Linea Keisei Narita Sky Access |
| ------------------------------ | ------------------------------ | ------------------------------ |
| Narita Aeroporto T.2           | Tutti i treni                  | Capolinea                      |